# Хатакэяма Масанага
Хатакэяма Масанага (яп. 畠山 政長, 1442 — 9 июня 1493 года) — даймё из рода Хатакэяма в период Муромати, канрэй Киото (старший советник сёгуната) в 1464—1467, 1473 и 1478—1487 годах.
Хатакэяма Масанага наиболее известен междоусобным конфликтом в 1467 году со своим родичем Хатакэямой Ёсинари, отспаривавшим занимаемый им пост канрэй (главного советника сёгуната). Эта усобица была усилена конфликтом между другим канрэй Хосокавой Кацумото и его тестем Яманой Содзэном, поддержавшим разных кандидатов в наследники сёгуна Асикаги Ёсимасы, а также каждый свою сторону в ряде усобиц других родов, что переросло в гражданскую войну, вошедшую в историю под названием «Война годов Онин». Масанага и Ёcинари находились в патовой ситуации на протяжении большей части этого периода, так как Ямана и Хосокава Кацумото предупредили, что первый, кто вступист в бой в столице, будет объявлен мятежником, потеряет альянсы и честь..
Рядом источников Масанаге приписывается изобретение хоро — доспешного плаща на каркасе, который использовался для повышения видимости посыльных и важных персон на поле битвы и одновременно служил защитой от стрел с боков и тыла. Впрочем, по другим источникам, хоро упоминался в военных хрониках ещё со времен сёгуната Камакура).